# Landgericht Lohr

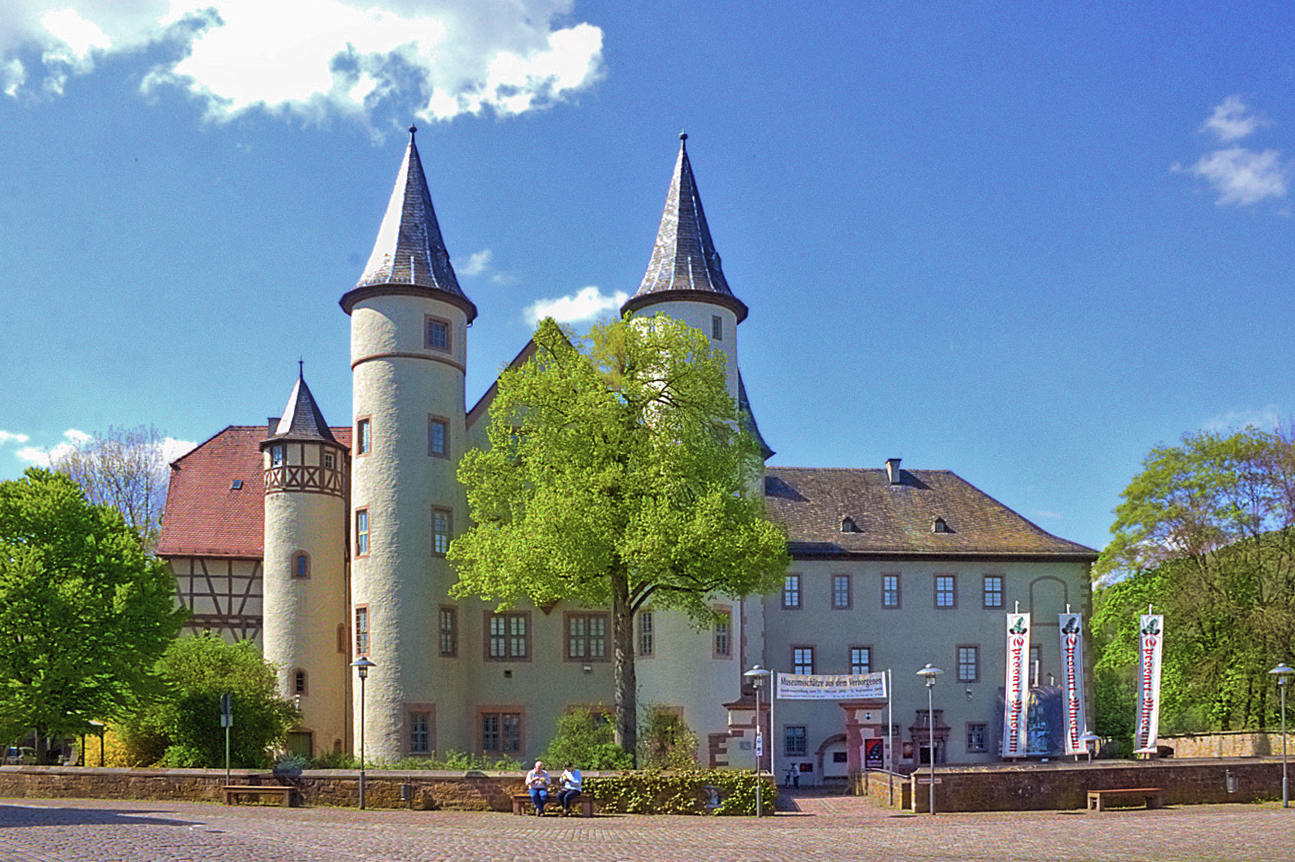
Blick auf das Lohrer Schloss, Sitz des Landgerichts Lohr

Das Landgericht Lohr war ein von 1814 bis 1879 bestehendes bayerisches Landgericht älterer Ordnung mit Sitz in Lohr am Main im heutigen Landkreis Main-Spessart. Die Landgerichte waren im Königreich Bayern Gerichts- und Verwaltungsbehörden, die 1862 in administrativer Hinsicht von den Bezirksämtern und 1879 in juristischer Hinsicht von den Amtsgerichten abgelöst wurden.

## Geschichte
Lohr war Sitz von Oberamtmännern der Kurfürsten von Mainz. Mit dem Übergang an das Königreich Bayern 1814 wurde im Verlauf der Verwaltungsneugliederung Bayerns  in Lohr ein Landgericht älterer Ordnung errichtet. Dieses kam im Jahr 1817 zum neu gegründeten Untermainkreis, dem Vorläufer des späteren Regierungsbezirks Unterfranken. Anlässlich der Einführung des Gerichtsverfassungsgesetzes am 1. Oktober 1879 wurde das Amtsgericht Lohr errichtet, dessen Sprengel aus dem bisherigen Landgerichtsbezirk gebildet wurde.